# Громов Александру Якович
Александру Якович Громов (рум. Alexandru Gromov, справжнє прізвище — Гофман ; 22 квітня 1925, Ізмаїл, Бессарабія — 12 липня 2011, Кишинів) — молдовський письменник-фантаст, перекладач та публіцист, кінокритик, редактор, журналіст . Засновник жанру наукової фантастики у післявоєнній Молдові. Майстер літератури Молдови (1995).

## Життєпис
Александру Громов народився 1925 року в Ізмаїлі (тоді в Бессарабії у складі Румунії, нині Україна) в єврейській родині. Навчався у початковій школі в Бреїлі та Бухаресті, потім у румунському ліцеї «Sf. Andrei» у Бухаресті. У роки німецько-радянської війни перебував у евакуації, працював на Магнітогорському металургійному комбінаті .
Дебютував науково-фантастичними оповіданнями молдавською мовою на початку 1950-х років. Протягом багатьох років працював у редакції журналу «Молдова», займався складанням збірників наукової фантастики, кінокритикою, перекладами художньої прози з французької, італійської, англійської та російської мов (на відміну від прийнятих тоді перекладів через російську мову, Громов здійснював свої переклади безпосередньо з мови оригіналу).
У 1956 році разом з фізиком Тадеушем Малиновським (1921—1996) опублікував науково-фантастичну повість «Таємниця ранкової зорі», за якою пішли фантастичні романи «Канікули в космосі» (1962), «Кораблетроща на Тлогрі» (1974) "(1979) та «Слідом Аргуса» (1986), збірка нарисів та оповідань «Думати по-новому» (1987). Російською мовою ці твори вийшли у перекладах автора. Александру Громов — автор сценарію до документальної стрічки кіностудії Молдова-фільм «Флуєраш» (1961) про однойменний оркестр молдовської народної музики та шість інших документальних фільмів. У 1989 році заснував і очолив (до 1995 року) редакцію нової післяперебудовної кіногазети «Lanterna magica» (Чарівний ліхтар), присвяченій молдавському та світовому кінематографу ; з 2001 року брав участь в укладанні мережевої енциклопедії молдавського кіно.
Окремими виданнями в молдовських перекладах і з коментарями Александру Громову вийшли романи Стефана Цвейга "Епопея Магеллана « (1959), Елізи Ожешко „Відьма“ (1966), Готгольда Лессінга „Емілія Галотті“ (1969), Герберта Веллса Війна світів» (1970), Жоржа Сіменона «Перша справа Мегре» (1971), Гюстава Флобера «Мадам Боварі» (1976), Альберто Моравіа «Чочара» (1978), повісті братів Стругацьких, арабські казки (1970).
Член Спілки письменників СРСР. 1995 року присвоєно звання «Maestru al Literaturii». Нагороджений спеціальною премією за успішну кар'єру в журналістиці Центру незалежної журналістики (Independent Journalism Center, IJC) та Комітету з питань свободи друку (Press Freedom Committee) за 2005 рік .
Майстер літератури Молдови (1995) . Нагороджений молдовською медаллю «Михай Емінеску» (1996) .

## Книги

### Російською мовою
- Тайна утренней зари (с Т. Малиновским). Кишинёв, 1956.
- Каникулы в космосе. Кишинёв, 1962.
- Кораблекрушение на Тлогре. Кишинёв, 1974.
- Первогодки (повесть и рассказы, перевод с молдавского автора). Кишинёв: Литература артистикэ, 1979.
- По следу Аргуса: повесть о волшебнике с Малой медведицы (перевод с молдавского автора). Кишинёв: Литература артистикэ, 1986.
- Мыслить по-новому: рассказы о современниках (перевод с молдавского автора). Кишинёв: Картя молдовеняскэ, 1987.

### Румунською мовою
- Taina Luceafărului (з Т. Малиновським). Кишинів, 1957.
- Aventurile lui Şurubaş cel poznaş (з А. Кукуне), Кишинів, 1959.
- Era sputnicului, Кишинів, 1959.
- Lăstarii răzbat primăvara, Кишинів, 1959.
- Povestea celor şapte voinici, Кишинів, 1960.
- Cheiţa fermecată, Кишинів, 1962.
- O vacanţă în cosmos, Кишинів, 1962.
- … Şi unul pentru toţi, Кишинів, 1963.
- În ospeţie la vrăjitori, Кишинів, 1963.
- Expediţia «Penelopa», Кишинів, 1964.
- Ştefan de pe linia 22, Кишинів, 1965.
- Ascensiune, Кишинів, 1967.
- Noi trei şi atotvăzătorul, Кишинів, 1967.
- Călătorii în necunoscut, Кишинів, 1968.
- Sâmburii adevărului, Кишинів, 1969.
- Itinerare, Кишинів, 1971.
- Prietenii lui meşter Micron, Кишинів, 1972.
- Naufragiu pe Teogra, Кишинів, 1974.
- Copii dinainte de război, Кишинів, 1975.
- Secolul vitezei, Кишинів, 1976.
- Noi, nerăbdătorii…, Кишинів, 1977.
- Continentul enigmelor, Кишинів, 1980.
- Alba, culoarea înţelepciunii, Кишинів, 1983.
- Avanpostul asteptărilor, Кишинів, 1983.
- Culorile începutului, Кишинів, 1985.
- Starea mediului ambiant în Republica Moldova: opinia unor organizații nonguvernamentale (за редакцією Олександру Громова та Евеліни Попович). Кишинів: Agepi, 1999.

### Про нього
- Alexandru Gromov. Bibliografia. Кишинів: Editura Museum, 2004.

## Фільмографія (сценарії документальних фільмів)
- 1960 — «Мрія веде в наступ»
- 1961 — «Флуєраш»
- 1976 — «Особиста справа»
- 1979 — «Спеціаліст-організатор»
- 1979 — «Хлібний час»
- 1983 — «І знову ранок»
- 1989 — «Господар-барин»